# Aleurotrachelus ambrensis
Aleurotrachelus ambrensis là một loài côn trùng cánh nửa trong họ Aleyrodidae, phân họ Aleyrodinae.
Aleurotrachelus ambrensis được Takahashi & Mamet miêu tả khoa học đầu tiên năm 1952.